# Campeonato de Clubes Mekong 2015
El Campeonato de Clubes Mekong 2015 es la segunda edición del torneo de fútbol a nivel de clubes más importante del Sureste de Asia y contó con la participación de 5 equipos campeones de liga de sus respectivos países, uno más que en la edición anterior.
El Buriram United FC de Tailandia venció en la final al Boeung Ket Angkor de Camboya para conseguir su primer título de la competición.

## Formato
A diferencia de la edición anterior, en esta se jugaron 3 rondas:

1- Los campeones de Camboya, Laos y Birmania se enfrentaron en una fase de grupo, en donde el ganador avanza a las semifinales.

2- El ganador de la fase de grupos enfrenta al Becamex Binh Duong de Vietnam a un partido, donde el ganador avanza a la final.

3- El ganador de la semifinal enfrenta al Buriram United FC de Tailandia en la final para definir al campeón del torneo.

## Primera ronda
| Club              | J | G | E | P | GF | GC | GD | Pts |
| ----------------- | - | - | - | - | -- | -- | -- | --- |
| Boeung Ket Angkor | 2 | 2 | 0 | 0 | 5  | 0  | +5 | 6   |
| Yangon United     | 2 | 1 | 0 | 1 | 5  | 5  | 0  | 3   |
| Lao Toyota FC     | 2 | 0 | 0 | 2 | 2  | 7  | -5 | 0   |

| 1 de noviembre de 2015 | Lao Toyota | 0–2     | Boeung Ket Angkor | Estadio Chao Anouvong, Vientián, Laos |                                       |
|                        |            | Reporte | Vathanaka 44' 88' | Árbitro(s): Suhaizi Shukri ( Malasia) | Árbitro(s): Suhaizi Shukri ( Malasia) |

| 22 de noviembre de 2015 | Yangon United                                                         | 5–2     | Lao Toyota            | Thuwunna Stadium, Rangún, Birmania                                   |                                                                      |
|                         | Adilson 14' 21' · David Htan 50' · Kyaw Ko Ko 62' · Yan Aung Kyaw 68' | Reporte | Honma 47' · Pooda 90' | Asistencia: 8.000 espectadores Árbitro(s): Suhaizi Shukri ( Malasia) | Asistencia: 8.000 espectadores Árbitro(s): Suhaizi Shukri ( Malasia) |

| 29 de noviembre de 2015 | Boeung Ket Angkor          | 3–0     | Yangon United | Olympic Stadium, Phnom Penh, Camboya                                          |                                                                               |
|                         | Omogba 51' 87' · Ajayi 63' | Reporte |               | Asistencia: 15 290 espectadores Árbitro(s): Mohammed Jalal Uddin ( Bangladés) | Asistencia: 15 290 espectadores Árbitro(s): Mohammed Jalal Uddin ( Bangladés) |

## Fase final

### Semifinal
| 6 de diciembre de 2015 | Becamex Binh Duong                      | 2–3     | Boeung Ket Angkor            | Hàng Đẫy Stadium, Hanói, Vietnam                           |                                                            |
|                        | Amougou 12' · Nguyễn Anh Đức 88' (pen.) | Reporte | Vathanaka 40' (pen.) 54' 80' | Árbitro(s): Muhammad Taqi Aljaafari Bin Jahari ( Singapur) | Árbitro(s): Muhammad Taqi Aljaafari Bin Jahari ( Singapur) |

### Final
| 20 de diciembre de 2015 | Buriram United   | 1–0     | Boeung Ket Angkor | National Stadium, Bangkok, Tailandia            |                                                 |
|                         | Túñez 67' (pen.) | Reporte |                   | Árbitro(s): Mohd Amirul Izwan Yaacob ( Malasia) | Árbitro(s): Mohd Amirul Izwan Yaacob ( Malasia) |

## Campeón
| Campeonato de Clubes Mekong 2015 Buriram United 1º Título |